# Kortatu
Kortatu — баскская музыкальная группа, существовавшая с 1984 по 1988 год. Творчество Kortatu относится к панк-року, oi! и ска, причём группа стала пионером этого жанра в Испании.
Коллектив был основан братьями Фермином (гитара и вокал) и Иньиго (бас-гитара и вокал) Мугуруса и барабанщиком Маттином (вскоре его сменил Треку Армендарис) под влиянием творчества панк-группы The Clash. Название происходит от прозвища Корта, которое носил убитый гражданской гвардией активист ЭТА Мануэль Мария Гармендия Субиарраин. Прозвище же произошло от названия родной деревни Корты — Кортату.
Песни Kortatu исполнялись сначала на испанском и баскском языках, а затем почти исключительно на баскском. Большинство песен посвящено острым социально-политическим вопросам, главный из которых — национальная независимость Страны Басков.
К концу 1980-х группа стала постепенно отходить от жанровых канонов, а в 1988 году вообще прекратила существование. Позже братья Мугуруса и гитарист Каки Аркарасо, игравший в Kortatu в течение последнего года, создали группу Negu Gorriak.

## Дискография

### Альбомы
| Год  | Название                            | Лейбл             |
| 1985 | Kortatu/Cicatriz/Jotakie/Kontuz-Hi! | Soñua             |
| 1985 | Kortatu                             | Soñua             |
| 1986 | El estado de las cosas              | Soñua             |
| 1988 | A Frontline Compilation             | Red Rhino-Organik |
| 1988 | Kolpez kolpe                        | Oihuka            |
| 1988 | Azken guda dantza                   | Nola!             |

### Синглы иEP
| Год  | Название                                  | Лейбл   |
| 1986 | A la calle                                | Soñua   |
| 1988 | «After boltxebike» / «Maritxu Nora zoaz»  | Oihuka  |
| 1988 | «After boltxebike» / «Oker nago»          | Bondage |
| 1988 | «Nicaragua sandinista» / «Ehun ginen»     | Nola!   |
| 1989 | «Kolpez kolpe» / «El estado de las cosas» | Nola!   |